# E. Hans S. Hermann
E. Hans S. Hermann (Leipzig, 1870 - [...?]) fou un compositor alemany.
Al principi es donà conèixer com a contrabaix, i formà part de diverses orquestres de Berlín, però a partir de 1893 es dedicà exclusivament a la composició, i de 1901 a 1907 fou professor del Klindworth-Schawenka de Berlín.
De les seves composicions les que li donaren més notorietat foren es seus lieder i balades. Fou autor, a més, de les òperes Das Urteil des Midas; Der rote Pimpernell, d'una simfonia i de diverses obres de música di camera.